# ستيفان ميلوشيفيتش (لاعب كرة قدم)
ستيفان ميلوشيفيتش هو لاعب كرة قدم صربي في مركز الهجوم، ولد في 4 يناير 1995 في Raška, Serbia ‏ في صربيا. لعب مع نادي ميتالاك.

## وصلات خارجية
- ستيفان ميلوشيفيتش (لاعب كرة قدم) على موقع Soccerway.com (الإنجليزية)